# Tlatelolco

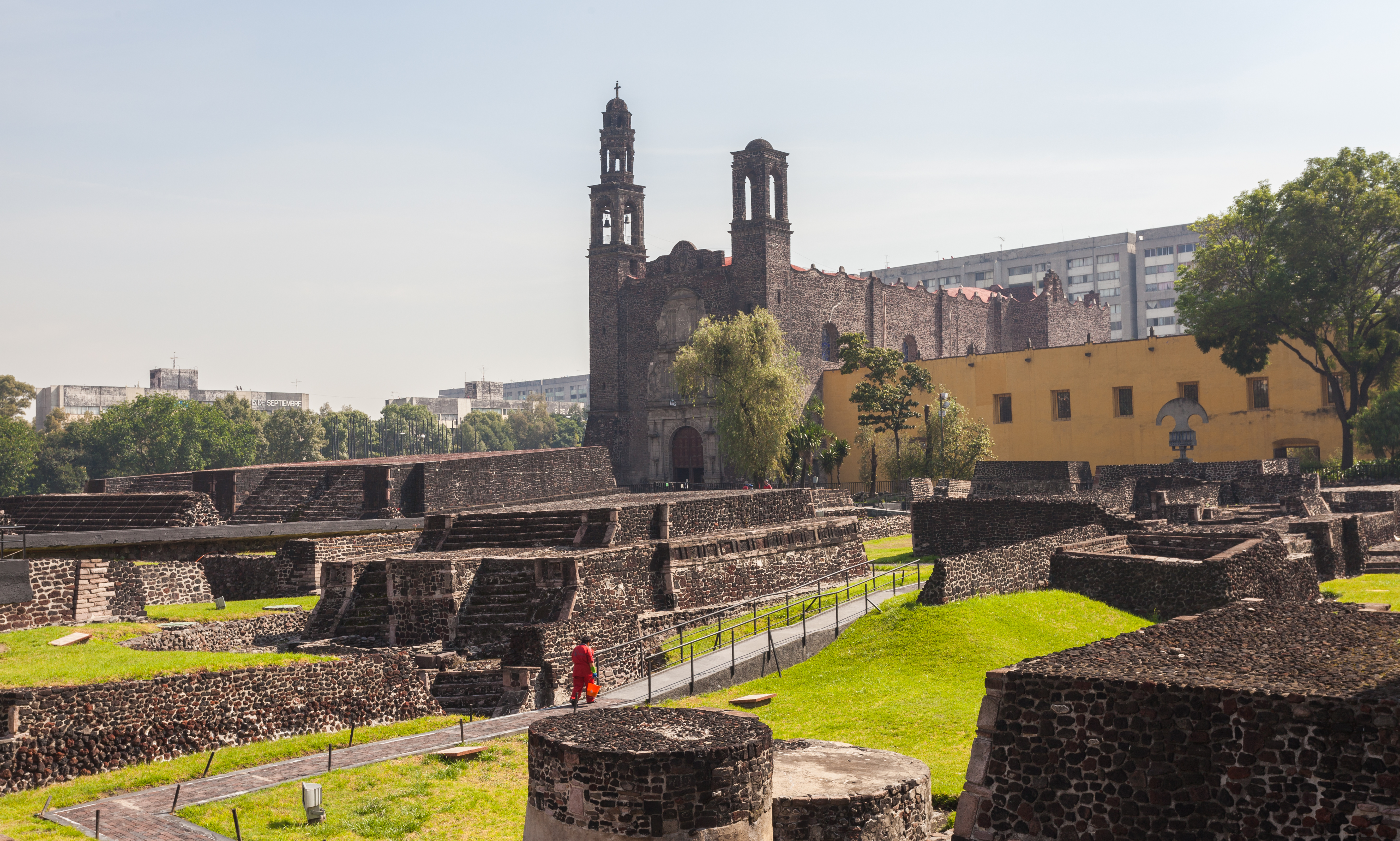
Zentrum von Tlatelolco mit den Ruinen des aztekischen Kultzentrums, der Santiago-Kirche und dem angrenzenden Santa-Cruz-Kloster

Tlatelolco ist ein Stadtteil von Mexiko-Stadt, in dessen Zentrum die Plaza de las Tres Culturas mit dem Colegio de la Santa Cruz liegt. Er gehört zur Delegación Cuauhtémoc im Herzen der mexikanischen Hauptstadt.

## Geschichte

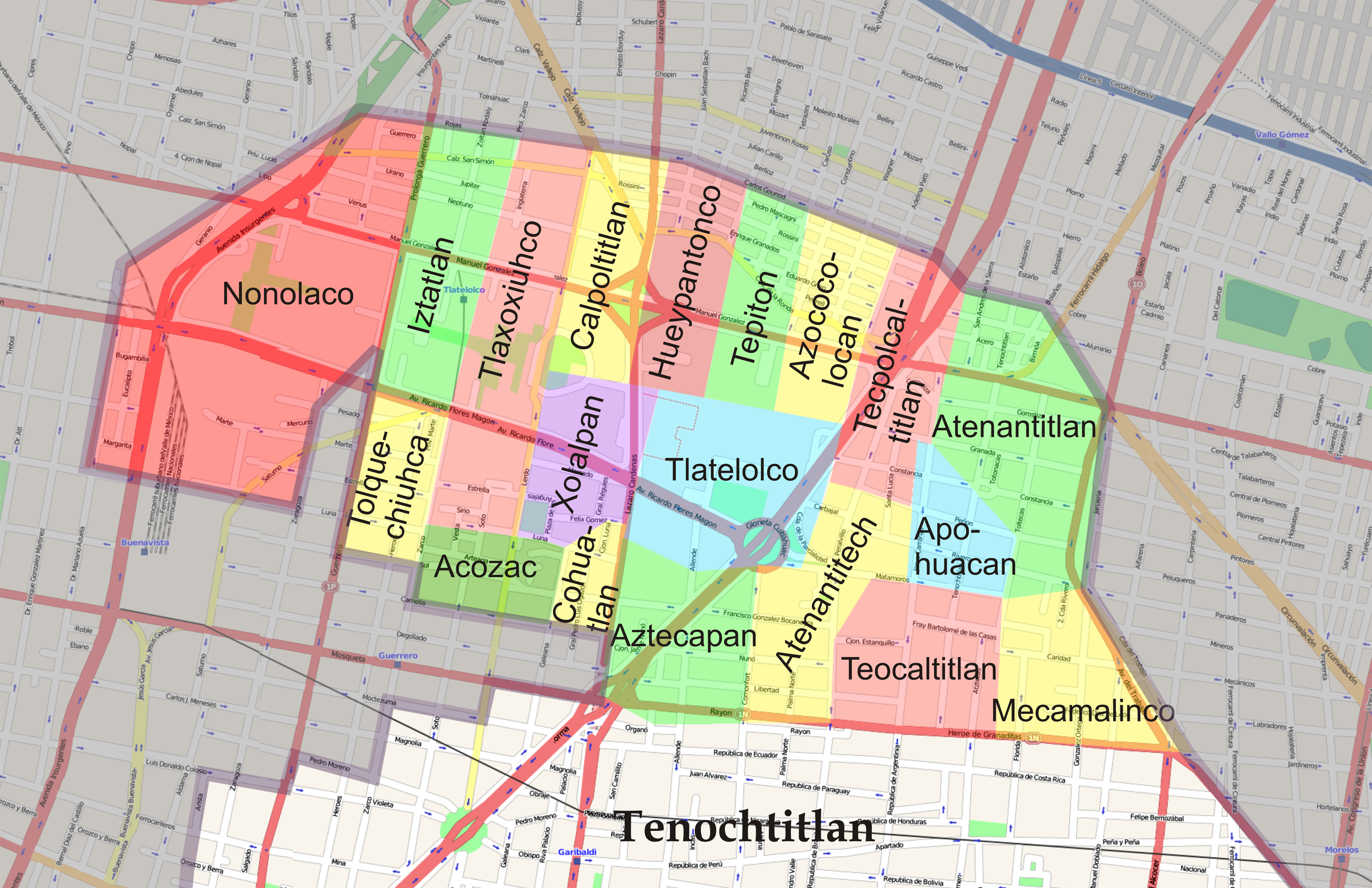
Vorspanische Stadtteile von Tlatelolco über modernem Straßennetz (OpenStreetMap)

Tlatelolco war ursprünglich ein eigenständiger Stadtstaat im präkolumbischen Mesoamerika, der auf einer Insel im Texcoco-See lag. Im Jahre 1473 wurde er jedoch von Axayacatl, dem Herrscher des benachbarten Tenochtitlán, erobert und von der Aztekenmetropole vereinnahmt, die dadurch zu einer Doppelstadt wurde.
Im Laufe der Zeit entwickelte sich Tlatelolco zum größten und wichtigsten Markt von Tenochtitlán und bildete somit das Gegenstück zu seinem religiösen Zentrum, das in erster Linie vom Templo Mayor dominiert wurde.
Der Markt, auf dem die verschiedensten Waren aus allen Teilen des Aztekenreichs gehandelt wurden, war vermutlich der bedeutendste Markt im gesamten präkolumbischen Amerika: Schilderungen Bernal Díaz del Castillos und Hernán Cortés’ zufolge soll er mit seinen geschätzten 20.000 bis 40.000 Händlern größer gewesen sein als jeder andere Markt, den die spanischen Conquistadoren bis dahin zu Gesicht bekommen hatten, und auch größer als das zeitgenössische Sevilla.
Bei der Eroberung Tenochtitláns durch die spanischen Conquistadoren am 13. August 1521 war Tlatelolco die letzte Bastion, in die sich die Azteken unter ihrem Führer Cuauhtemoc zurückzogen und schließlich endgültig besiegt wurden. Hier sollen mehr als 40.000 Männer, Frauen und Kinder ihr Leben verloren haben.

## Sehenswürdigkeiten
Die Ruinen des vorspanischen Stadtzentrums sind nach Ausgrabungen und Restaurierungen auf der Plaza de las Tres Culturas zugänglich. Auch das kolonialzeitliche Kloster (Colegio de la Santa Cruz) mit der Kirche Santiago de Tlatelolco ist einen Besuch wert.

## Wichtige Ereignisse
Am 14. Februar 1967 wurde hier der Vertrag von Tlatelolco unterzeichnet, mit dem sich die Staaten Lateinamerikas und der Karibik ihre Hoheitsgebiete zur atomwaffenfreien Zone erklärten. 
Am 2. Oktober 1968 war die Plaza de las Tres Culturas Schauplatz des Massakers von Tlatelolco, bei dem kurz vor Beginn der Olympischen Spiele mehr als 300 Studenten, die an einer Protestkundgebung teilgenommen hatten, von der Armee und der Polizei getötet wurden.